# Aerobryopsis yunnanensis
Aerobryopsis yunnanensis là một loài Rêu trong họ Meteoriaceae. Loài này được X.J. Li & Da-cheng Zhang mô tả khoa học đầu tiên năm 2003.